# Zoundwéogo
Zoundwéogo là một trong 45 tỉnh của Burkina Faso, tọa lạc ở Centre-Sud Region.
Thủ phủ là Manga.
Zoundweogo được chia thành 7 tổng:
- Bere
- Binde
- Gogo
- Gomboussougo
- Guiba
- Manga
- Nobere